# Good Sports
Good Sports è una serie televisiva statunitense in 15 episodi trasmessi per la prima volta nel corso di una sola stagione nel 1991.
È una sitcom incentrata sulle vicende di Bobby Tannen, famoso ex giocatore di football, e Gayle Roberts, una ex Miss America, corrispondenti per una rete via cavo che trasmette solo sport.

## Personaggi e interpreti

### Personaggi principali
- Gayle Roberts (15 episodi, 1991), interpretato da Farrah Fawcett.
- Bobby Tannen (15 episodi, 1991), interpretato da Ryan O'Neal.
- R.J. Rappaport (15 episodi, 1991), interpretato da Lane Smith.
- John 'Mac' MacKinney (15 episodi, 1991), interpretato da Brian Doyle-Murray.
- Jeff Mussberger (15 episodi, 1991), interpretato da Cleavant Derricks.

### Personaggi secondari
- Missy Van Johnson (6 episodi, 1991), interpretato da Christine Dunford.
- Nick Calder (5 episodi, 1991), interpretato da William Katt.
- Leash (4 episodi, 1991), interpretato da Paul Feig.
- Sonny Gordon (2 episodi, 1991), interpretato da Howard Keel.
- Se stesso (2 episodi, 1991), interpretato da Terry Pendleton.

## Produzione
La serie, ideata da Alan Zweibel, fu prodotta da Vic Kapla e Ron Zimmerman per la Boom, la Brillstein-Grey Entertainment e la Silly Robin Productions e girata negli studios a West Hollywood in California. Le musiche furono composte da Robert Crew e Michael Tavera. Tra i registi è accreditato Stan Lathan.

### Sceneggiatori
Tra gli sceneggiatori sono accreditati:
- Larry Levin in 4 episodi (1991)
- Ron Zimmerman in 4 episodi (1991)
- Alan Zweibel in 3 episodi (1991)
- Monica Mcgowan Johnson

## Distribuzione
La serie fu trasmessa negli Stati Uniti dal 10 gennaio 1991 al 13 luglio 1991 sulla rete televisiva CBS.

## Episodi
| Stagione       | Episodi | Prima TV USA |
| -------------- | ------- | ------------ |
| Prima stagione | 15      | 1991         |